# 邱学军
邱学军（1967年1月—），中华人民共和国外交官，曾任中华人民共和国驻厄立特里亚国特命全权大使和中华人民共和国驻纳米比亚特命全权大使，现任中华人民共和国驻慕尼黑总领事。

## 生平
1991年，进入中华人民共和国外交部工作，先后在外交部新闻司、西藏自治区外事侨务办公室、驻新西兰大使馆任职。2002年，任驻旧金山总领事馆副总领事。2005年，任驻美国大使馆参赞兼总领事。2007年，任外交部领事司副司长。2014年12月，出任中华人民共和国驻厄立特里亚大使。2016年12月，出任中华人民共和国驻纳米比亚大使。2017年1月，自驻纳米比亚大使离任。同年，任外交部高级外交官创新实践委员会大使。2024年11月，出任中华人民共和国驻慕尼黑总领事。

## 家庭
已婚，有一子。